# Барово (Московская область)
Барово — деревня в Сергиево-Посадского районе Московской области России, входит в состав сельского поселения Селковское.
Деревня преимущественно используется под дачное строительство.
Находится деревня на расстоянии порядка 80 км от МКАД по направлению Ярославское шоссе. От районного центра — Сергиева Посада — удалена на 30 км.
Рядом с деревней находится озеро, а также лесной массив. Деревня электрифицирована.

## Население
| 1835 | 1850 | 1857 | 1859 | 1895 | 1905 | 1926 |
| ---- | ---- | ---- | ---- | ---- | ---- | ---- |
| 189  | ↗210 | ↗233 | ↗244 | ↘203 | ↗231 | ↗242 |
| 2002 | 2006 | 2010 |      |      |      |      |
| ↘20  | →20  | ↘14  |      |      |      |      |